# Ksar Ghariani
Ksar Ghariani ou Ksar Nfaïssia est un ksar de Tunisie situé dans le gouvernorat de Tataouine.

## Localisation
Le ksar se situe dans la plaine de la Djeffara, dans un environnement de steppe.

## Histoire
La fondation du ksar est probablement datée du début du XXe siècle.

## Aménagement
Le ksar de forme ovale (environ quarante mètres sur trente) compte 35 ghorfas, réparties sur un étage (quatre sur deux étages), dont quelques-unes sont effondrées.
Partiellement restauré à l'initiative du ministère de la Culture, il sert pour du stockage de fourrages mais aussi comme local de l'Association de sauvegarde des ksour de la plaine d'Es-Smar.